# Марио Кирев
Марио Кирев е български футболист, вратар, играч на българския елитен тим Марек Дупница.
Възпитаник е на Германея (Сапарева баня). На четиринадесет години започва да тренира в юношеския отбор на Славия (София). През август 2007 г. подписва с отбора първия си професионален договор.
Заради добрите си изяви в мача срещу Румъния на 19 ноември 2008 е забелязан от скаути на Ювентус и след кратък пробен период е привлечен от италианския гранд. Пред възможността да бъде трети вратар или да премине под наем в друг клуб, той избира второто и е отстъпен за шест месеца на швейцарския тим Грасхопър. През 2010 г. преминава във ФК Тун.
От 2015 г. отново пази за Славия.